# Baeocera suthepensis
Espèce
Baeocera suthepensis est une espèce de coléoptères de la famille des Staphylinidae et de la sous-famille des Scaphidiinae.

## Répartition et habitat
Cette espèce est décrite de Thaïlande.